# Elezioni comunali in Basilicata del 2001
Le elezioni comunali in Basilicata del 2001 si tennero il 13 maggio (con ballottaggio il 27 maggio).

## Potenza

### Melfi
| Candidati                     | Candidati                  | II turno             | II turno           | I turno | I turno | Liste                           | Voti  | %     | Seggi |
| Candidati                     | Candidati                  | Voti                 | %                  | Voti    | %       | Liste                           | Voti  | %     | Seggi |
| ----------------------------- | -------------------------- | -------------------- | ------------------ | ------- | ------- | ------------------------------- | ----- | ----- | ----- |
|                               | Alfonso Navazio ✔️ Sindaco | 5 076                | 51,30              | 2 625   | 24,23   | Forza Italia                    | 1 146 | 11,51 | 7     |
| Melfi 2001                    | Alfonso Navazio ✔️ Sindaco | 5 076                | 51,30              | 2 625   | 24,23   | 624                             | 6,27  | 3     |       |
| Alleanza Nazionale            | Alfonso Navazio ✔️ Sindaco | 5 076                | 51,30              | 2 625   | 24,23   | 391                             | 3,93  | 2     |       |
|                               | Giuseppe d'Azddezio        | 4 818                | 48,70              | 2 788   | 25,74   | Democratici di Sinistra         | 1 198 | 12,04 | 1     |
| I Democratici                 | Giuseppe d'Azddezio        | 4 818                | 48,70              | 2 788   | 25,74   | 998                             | 10,03 | 1     |       |
| Lista Civica                  | Giuseppe d'Azddezio        | 4 818                | 48,70              | 2 788   | 25,74   | 388                             | 3,90  | –     |       |
| Seggio di coalizione          | Seggio di coalizione       | Seggio di coalizione | 48,70              | 2 788   | 25,74   | 1                               |       |       |       |
|                               | Salvatore Doriano          | Salvatore Doriano    | Salvatore Doriano  | 2 191   | 20,23   | Socialisti Democratici Italiani | 1 391 | 13,98 | 2     |
| Partito Popolare Italiano     | Salvatore Doriano          | Salvatore Doriano    | Salvatore Doriano  | 2 191   | 20,23   | 704                             | 7,07  | –     |       |
| Lista Civica                  | Salvatore Doriano          | Salvatore Doriano    | Salvatore Doriano  | 2 191   | 20,23   | 340                             | 3,42  | –     |       |
| Seggio di coalizione          | Seggio di coalizione       | Seggio di coalizione | Salvatore Doriano  | 2 191   | 20,23   | 1                               |       |       |       |
|                               | Giorgio Cassotta           | Giorgio Cassotta     | Giorgio Cassotta   | 1 181   | 10,90   | Lista Civica                    | 917   | 9,21  | –     |
| Seggio di coalizione          | Seggio di coalizione       | Seggio di coalizione | Giorgio Cassotta   | 1 181   | 10,90   | 1                               |       |       |       |
|                               | Antonietta Corbo           | Antonietta Corbo     | Antonietta Corbo   | 970     | 8,95    | Città Nostra                    | 691   | 6,94  | –     |
| Lista Civica                  | Antonietta Corbo           | Antonietta Corbo     | Antonietta Corbo   | 970     | 8,95    | 115                             | 1,16  | –     |       |
| Seggio di coalizione          | Seggio di coalizione       | Seggio di coalizione | Antonietta Corbo   | 970     | 8,95    | 1                               |       |       |       |
|                               | Antonio Vitucci            | Antonio Vitucci      | Antonio Vitucci    | 480     | 4,43    | Lista Civica                    | 341   | 3,43  | –     |
|                               | Francesco Morano           | Francesco Morano     | Francesco Morano   | 335     | 3,09    | Democrazia Europea              | 376   | 3,78  | –     |
|                               | Gerardo Sportiello         | Gerardo Sportiello   | Gerardo Sportiello | 263     | 2,43    | Italia dei Valori               | 333   | 3,35  | –     |
| Totale                        | Totale                     | 9 894                | 100                | 10 833  | 100     |                                 | 9 953 | 100   | 20    |
|                               |                            |                      |                    |         |         |                                 |       |       |       |
| Fonte: Ministero dell'interno |                            |                      |                    |         |         |                                 |       |       |       |